# Konstantinas
Konstantinas ist ein litauischer männlicher Vorname, abgeleitet von Konstantin. Die Abkürzung ist Konstantas.

## Namensträger
- Konstantinas Bogdanas (1926–2011), Bildhauer, Hochschullehrer, Ehrenbürger von Jonava
- Konstantinas Ostrogiškis (1460–1530),  litauisch-ruthenischer Fürst aus dem Haus Ostrogski
- Konstantinas Regelis (1890–1970), russisch-litauischer Botaniker, Enkel von Eduard August von Regel
- Konstantinas Sirvydas (1579–1631), Autor und Lexikograph
- Konstantinas Povilas Valuckas (*  1943), Onkologe und Hochschullehrer
- Mikalojus Konstantinas Čiurlionis (1875–1911), Maler und Komponist